# الترجمات الحاخامية لإنجيل متى
الترجمات الحاخامية لإنجيل متى هي نسخ حاخامية لإنجيل متى كُتبت بالعبرية، واستخدمت في المناظرات الجدالية مع الكاثوليك. هذه النسخ تختلف عن إنجيل العبرانيين التي كانت عملاً أو أكثر من الأعمال التي تواجدت في عصر المسيحية المبكرة، ولم يبق منها شيء سوى أجزاء مقتبسة من نصوص يونانية ولاتينية.
يعتقد بعض الباحثين أن كل الترجمات الحاخامية اعتمدت على ترجمة إنجيل متى من اليونانية أو اللاتينية من أجل الدفاع عن اليهودية. بينما أثبت بعض الباحثين بأدلة لغوية وتاريخية أن تلك النسخ نُسخت من نصوص عبرية قديمة تمت ترجمتها بعد ذلك إلى اليونانية وغيرها من اللغات. كتب المؤلف المسيحي القديم بابايس حوالي سنة 100 م أن متى كتب إنجيله بلهجة عبرية، لذا فالكل تمكّن من ترجمتها كما فعل هو.